# Nördliche Dimension
Als Nördliche Dimension der EU (französisch Dimension septentrionale; englisch Northern Dimension) wird eine regionale Kooperation zwischen den Ländern der Europäischen Union im Ostseeraum sowie Island, Norwegen und Russlands Nordwesten bezeichnet.
Initiiert wurde sie 1997 durch Finnland als neues EU-Mitglied, um die Gemeinschaft für nordische Anliegen zu sensibilisieren. Ziel ist die Steigerung von Stabilität und Sicherheit in der Region mittels grenzüberschreitender Zusammenarbeit. Dabei geht es um eine bessere Vernetzung regionaler und lokaler Institutionen unter Vermeidung zusätzlicher EU-Ausgaben. Relevante Themenbereiche sind insbesondere die Wirtschaft sowie (nukleare) Sicherheit, Umwelt und Soziales.